# 벤아루스

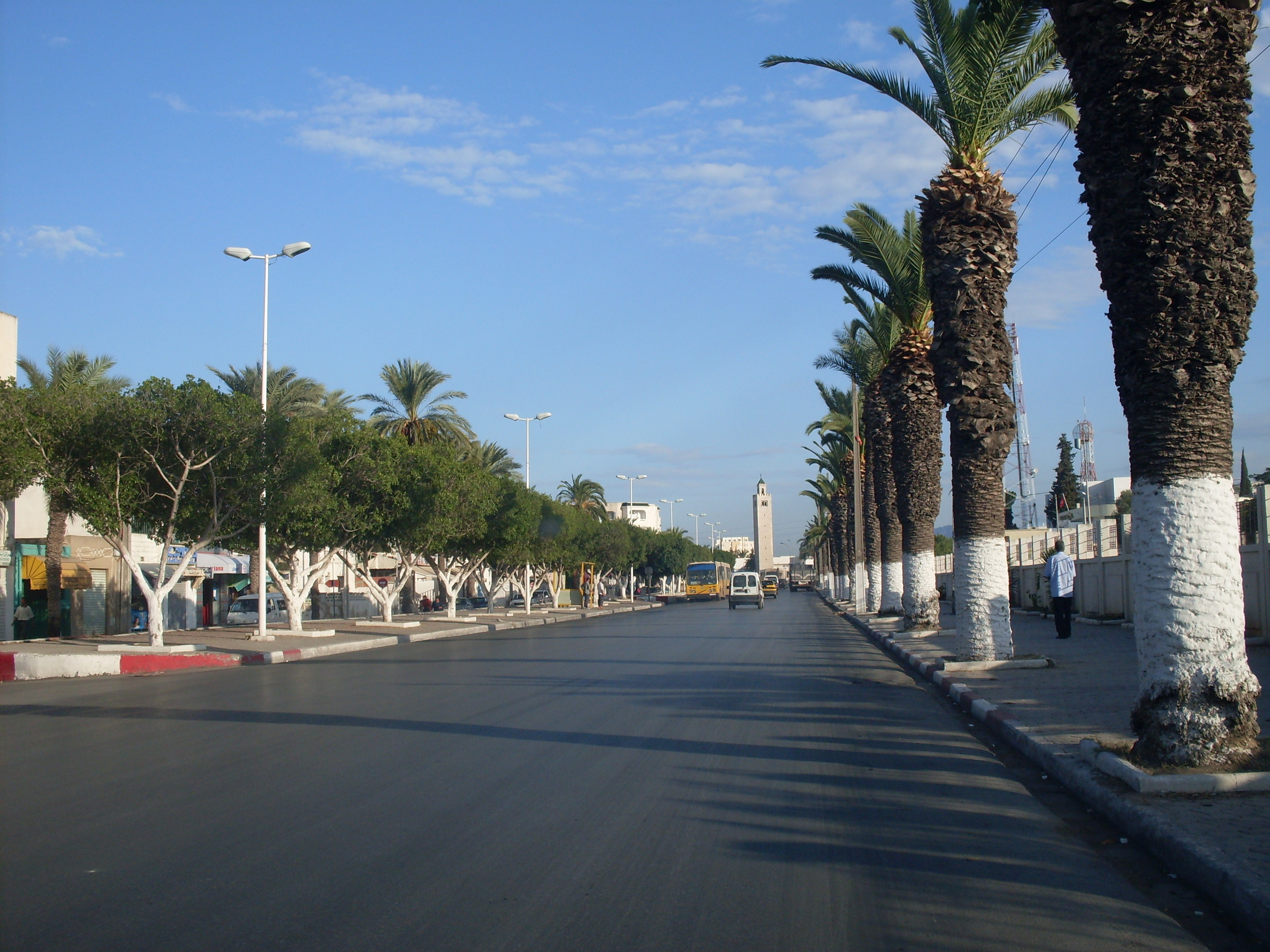
벤아루스

벤아루스(영어: Ben Arous, 아랍어: بن عروس)는 튀니지 벤아루스 주의 주도이다. 인구는 74,932명(2004년)이다.